# Sotero Sanz Villalba
Sotero Sanz Villalba (El Buste, Zaragoza, 22 de abril de 1919-Santiago de Chile, 17 de enero de 1978) fue un prelado español de la Iglesia católica que trabajó en el servicio diplomático de la Santa Sede. 

## Biografía
Sotero Sanz Villalba nació el 22 de abril de 1919 en El Buste, Aragón, España. Estudió en los seminarios diocesanos de Tarazona y Tudela y en la Universidad Pontificia Comillas, donde se doctoró en derecho canónico. Fue ordenado sacerdote el 4 de julio de 1942 en Comillas. Posteriormente ocupó una serie de cargos en el seminario de Tarazona.
Completó sus estudios en la Academia Pontificia Eclesiástica en 1948. Tras ello entró en el servicio diplomático de la Santa Sede, donde se convirtió en responsable de la sección de lengua española de la Secretaría de Estado. Fue intérprete de español en las audiencias privadas con los papas Juan XXIII y Pablo VI. En 1967 fue nombrado jefe de protocolo de la Secretaría.
El 16 de julio de 1970, Pablo VI le nombró arzobispo titular de Augusta Emerita y nuncio apostólico en Chile. Fue consagrado como obispo por el cardenal Vicente Enrique y Tarancón, Arzobispo de Toledo, el 12 de septiembre en la Basílica del Pilar en Zaragoza. Los arzobispos de Zaragoza y Tarragona actuaron como co-consagradores en la ceremonia.
El 24 de noviembre de 1977, el papa Pablo VI le nombró delegado apostólico en México, pero una enfermedad le impidió tomar posesión del cargo. Mientras se encontraba preparando su marcha a México, su enfermedad empeoró y murió el 17 de enero de 1978 en el Hospital Universitario Católico de Santiago de Chile a la edad de 58.

## Condecoración
- Gran Oficial de la Orden de Isabel la Católica (España)
- Orden del Mérito Orden Civil (España)
- Comandante de la Orden del Sol (Perú)